# 卡武亞羅
卡武亞羅是哥倫比亞的城鎮，位於該國中部，由梅塔省負責管轄，距離首府比亞維森西奧110公里，始建於十八世紀晚期，面積832平方公里，海拔高度190米，2005年人口3,660。
4°17′N 72°47′W / 4.283°N 72.783°W